# Sauvagny
Sauvagny – miejscowość i gmina we Francji, w regionie Owernia-Rodan-Alpy, w departamencie Allier.

## Demografia
Według danych na rok 1990 gminę zamieszkiwały 123 osoby, a gęstość zaludnienia wynosiła 6 osób/km². W styczniu 2015 r. Sauvagny zamieszkiwało 99 osób, przy gęstości zaludnienia wynoszącej 4,8 osób/km².